# 경의선숲길
경의선숲길(영어: Gyeongui Line Forest Park)은 총 면적 약 101,668 m2 총 연장 6.3 km, 폭 10~60 m의 선형 공원이다. 2005년부터 이 지역에 있던 지상 철도인 용산선을 지하화하면서 좁고 긴 부지가 남게 되었고, 이를 공원으로 만들었다. 공원 조성은 2009년부터 시작되었고, 2016년 5월 21일 전 구간이 완공되었다.
홍제천부터 용산문화체육센터까지 이어지는 공원구간(4.4km), 경의선 전철 및 공항철도 역사(驛舍)구간(1.9km)으로 이루어져 있다. 홍대입구역 근처 연남동 구간은 미국 뉴욕 맨해튼의 센트럴 파크와 닮았다 하여 ‘연트럴파크’라는 별칭을 가지고 있다.
경의선숲길의 운영과 관리는 2015년 2월 발족된 비영리단체 ‘경의선 숲길지기’가 담당한다. 단체의 관리 하에 연남동지기, 홍대와우교지기, 대흥염리동지기, 도화원효지기 등으로 지역별 담당자를 두고 있다.

## 특징
경의선숲길은 수도권 전철 경의선 및 인천국제공항철도가 지하에 건설되면서, 그 상부에 조성된 공원이다. 지하 약 10~20m 아래에 경의선을 복선으로 건설하고, 그보다 더 아래인 지하 약 30~40m에 공항철도를 건설하여, 공원부지를 마련하였다. 철도부지의 소유권자인 한국철도시설공단과 서울특별시 측은 무상으로 공원 부지를 사용할 수 있도록 협약을 체결함으로써, 그동안 지역 단절 요소였던 철길이 새로운 공간으로 자리매김할 수 있게 되었다.

## 연혁
- 2006년 10월: 경의선(용산-문산) 복선전철건설공사 실시계획승인 (국토해양부)
- 2007년 5월: 협약서 체결 (한국철도시설공단 <-> 마포구)
- 2009년 11월: 경의선 공원 조성 추진계획 수립
- 2009년 12월 ~ 2011년 2월: 경의선 지상 구간 공원 조성 기본 및 실시설계 시행
- 2010년 12월: 경의선 공원 조성 협약서 체결 (한국철도시설공단 <-> 서울시)
- 2011년 6월 ~ 9월: 서울특별시의회 도서관리위원회 의견 청취
- 2011년 10월 5일: 서울특별시 도시계획위원회 심의
- 2011년 12월 29일: 도시계획시설(공원) 결정고시
- 2012년 2월 28일: 1단계 구간(대흥동 구간) 공사 완료
- 2012년 3월: 설계보완 자문회의
- 2012년 4월 ~ 7월: 경의선 포럼(3회), 분야별 관련전문가 17명
- 2012년 8월 ~ 9월: 1차 주민설명회(3회), 연남동 서교동 대상
- 2012년 12월 ~ 2013년 5월: 기본 구상 변경
- 2013년 6월 ~ 7월: 2차 주민설명회(4회)
- 2013년 10월 8일: 2단계 구간(새창고개, 연남동 구간) 착공식
- 2013년 9월: 2단계 구간 실시설계 변경
- 2015년 6월: 2단계 구간 완공
- 2015년 9월: 3단계 구간(신수동, 동교동 구간) 착공
- 2016년 6월: 3단계 구간 완공

## 기본 계획
1. 역사와 문화
  1. 역사적 의미 부여 (경의선 철도의 상징성, 기찻길에 대한 추억)
  2. 마을 정체성의 반영 (구간별 지역적 특색을 반영하여 테마 설정)
  3. 지역 문화 거점 (지역 축제, 행사 프로그램과 연계)
2. 자연
  1. 생태 인프라의 확보 (물길과 녹지 조성을 통한 쾌적성을 증대, 생태 학습공간 조성)
  2. 생활형 녹지 (주민 휴식 여가 공간 조성, 녹지물의 증대)
  3. 녹지축 형성 (주변 지역 녹지와 연계된 그린 네트워크를 형성)
3. 지역사회
  1. 거버넌스 도입 (주민, 지역단체, 전문가 등의 참여를 통한 공원 만들기)
  2. 자발적 운영과 관리 (경의선을 사랑하는 친구들, 경의선 포럼, 예상촌 등)
  3. 주민 참여공간 (주민마당, 커뮤니티 광장, 참여정원 등)

## 구간
1. 연남동 구간
2. 창전동 구간

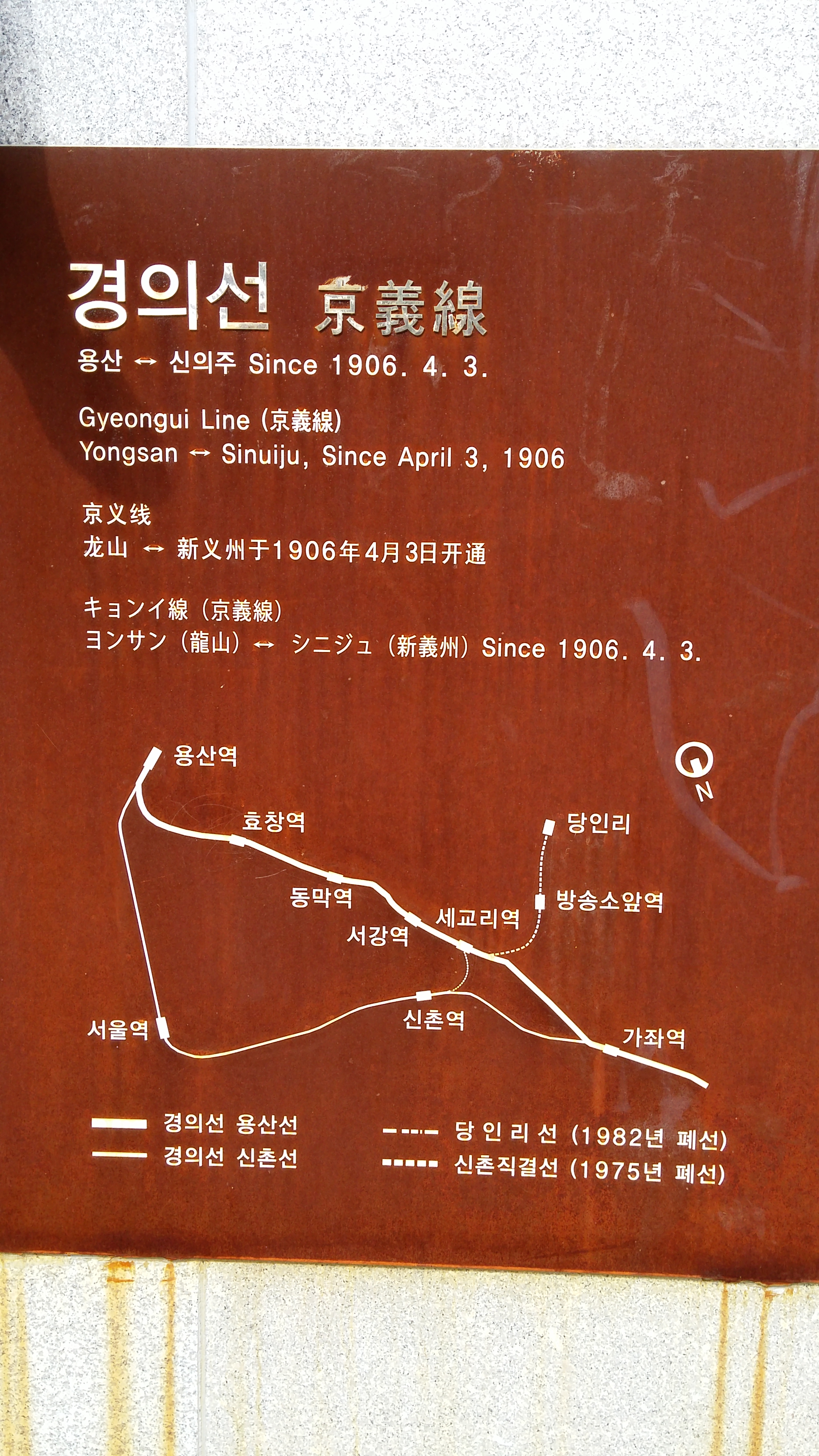
경의선숲길이 조성된 용산선 약도 (신촌~세교리 간 노선에 관한 정보가 틀림)

  1. 위치: 마포구 땡땡거리 예상촌 및 와우교 일대
  2. 규모: 면적 8,650m2 (길이 370m, 폭17~31m)
3. 신수동 구간
  1. 위치: 마포구 신수동 일대
  2. 규모: 면적 8,800m2, 길이 420m, 폭15~30m
  3. 공사기간: 2016년 완공
4. 대흥동 구간
  1. 위치: 마포구 염리동, 대흥동 일대
  2. 면적: 17,500m2 ( L=760m )
  3. 시설내용: 산책로, 자전거길, 쉼터, 소규모 광장 등
  4. 공사기간: 2010.12. ~ 2011.12.
5. 새창고개 구간
6. 원효로 구간
  1. 위치: 용산구 원효로1가 일대 (용산구문화체육센터 ~ 효창공원앞역)
  2. 규모: 면적 7,900m2, 길이 360m, 폭15~44m
  3. 공사기간: 2016년 완공

## 행사
늘장, 땡땡거리마켓, 와우교친환경문예운동, 책거리 같은 단기 행사가 자주 주최된다.

## 영향
공원 조성의 영향으로 골목상권의 활성화가 있다. 공원 주변의 레스토랑, 카페, 술집들이 손님들로 북적인다. 자연히 건물 매매가도 상승하였다. 하지만 단점으로는 몰리는 사람들로 인해 야간 고성방가나 음주폭행 등 사건 사고가 끊이지 않는다는 점이 있다. 또 도심의 임대료가 상승하고 중산층이 몰리면서 기존 원주민이 내몰리는 젠트리피케이션 현상의 가능성이 있다는 점을 들 수 있다.
경의선 숲길 인근은 하위문화를 즐기는 청소년(경의선 키즈)들이 모이는 곳이 되었다.

## 사진

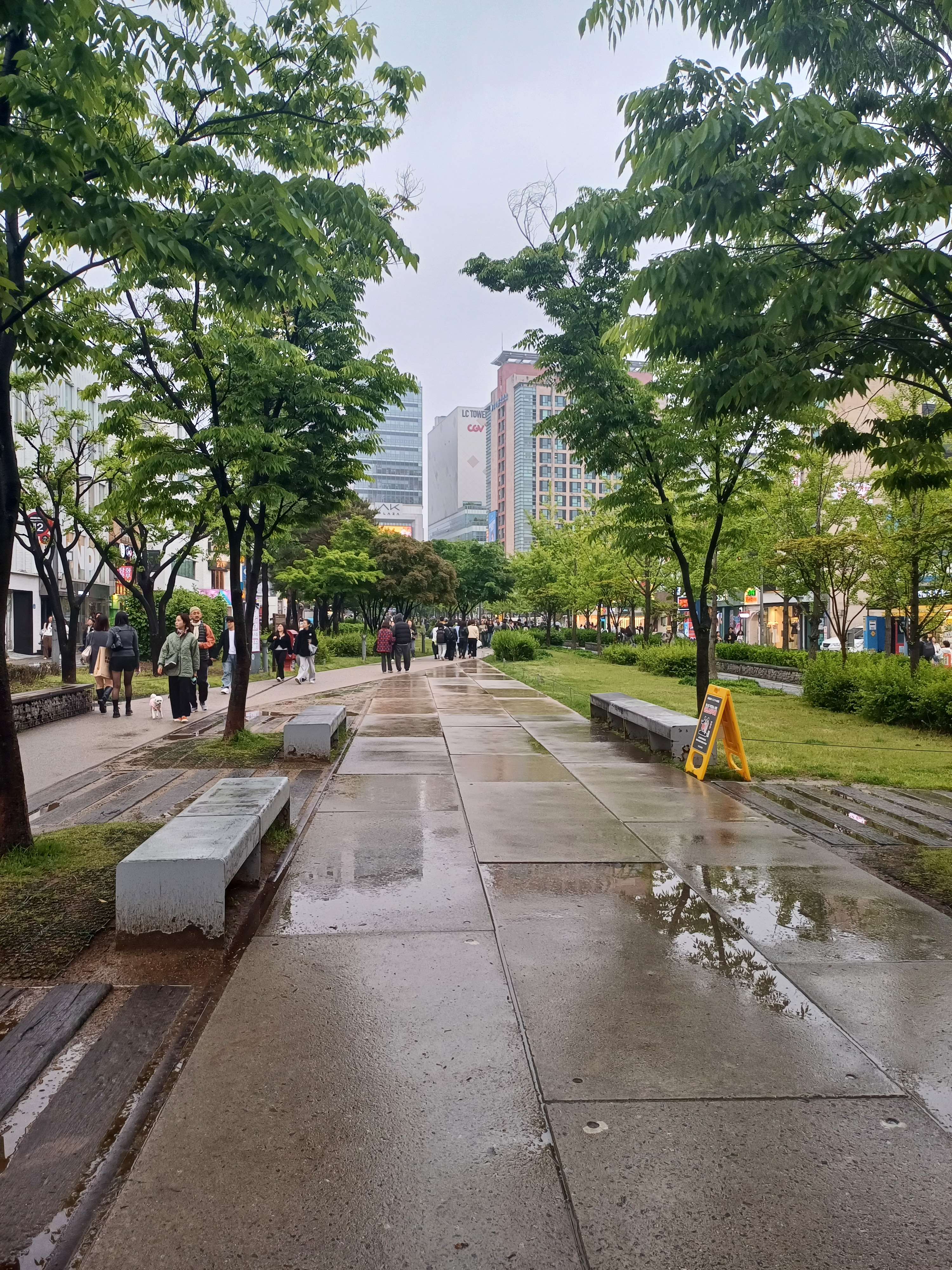
경의선숲길 1
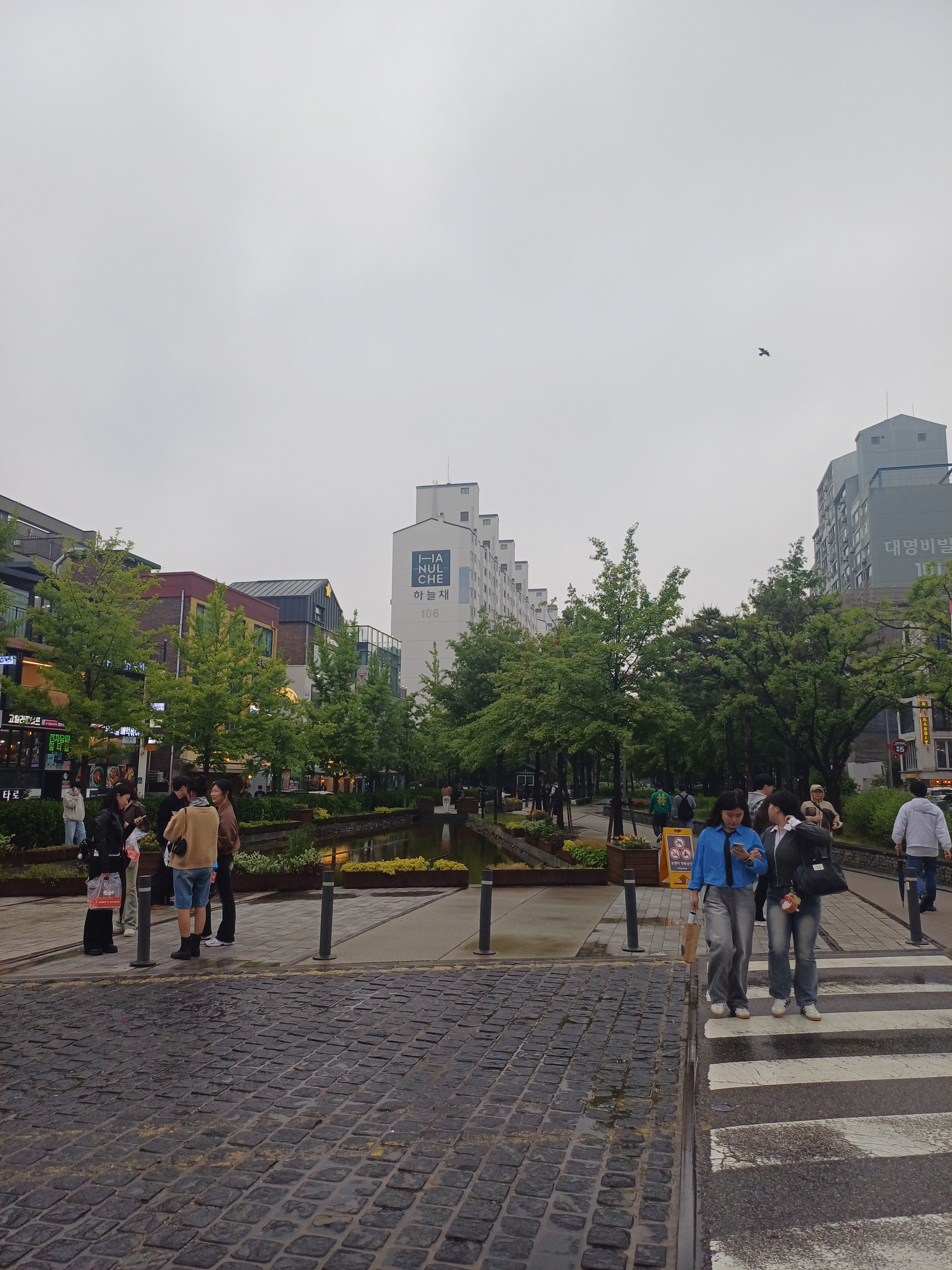
경의선숲길 2
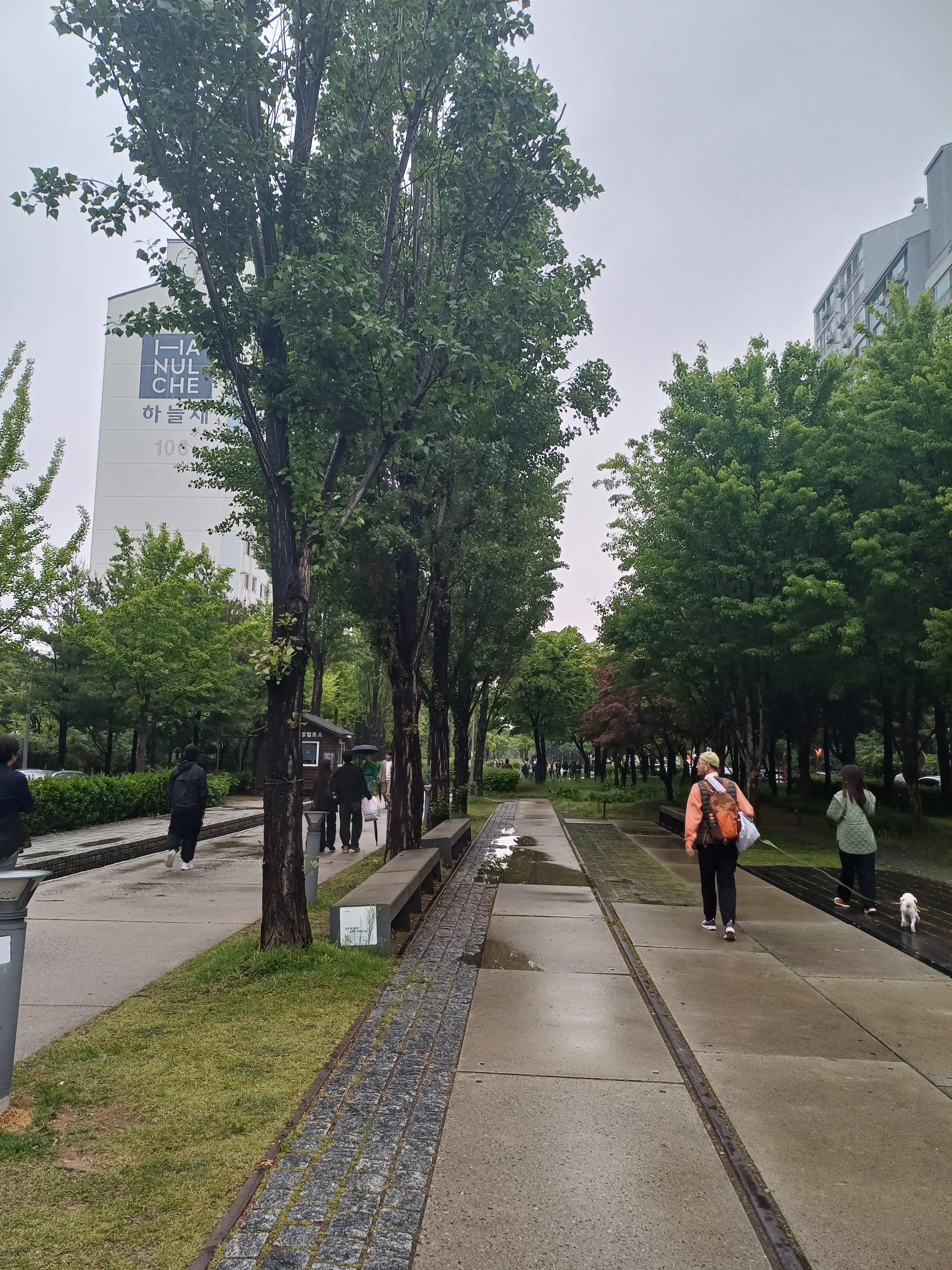
경의선숲길 3
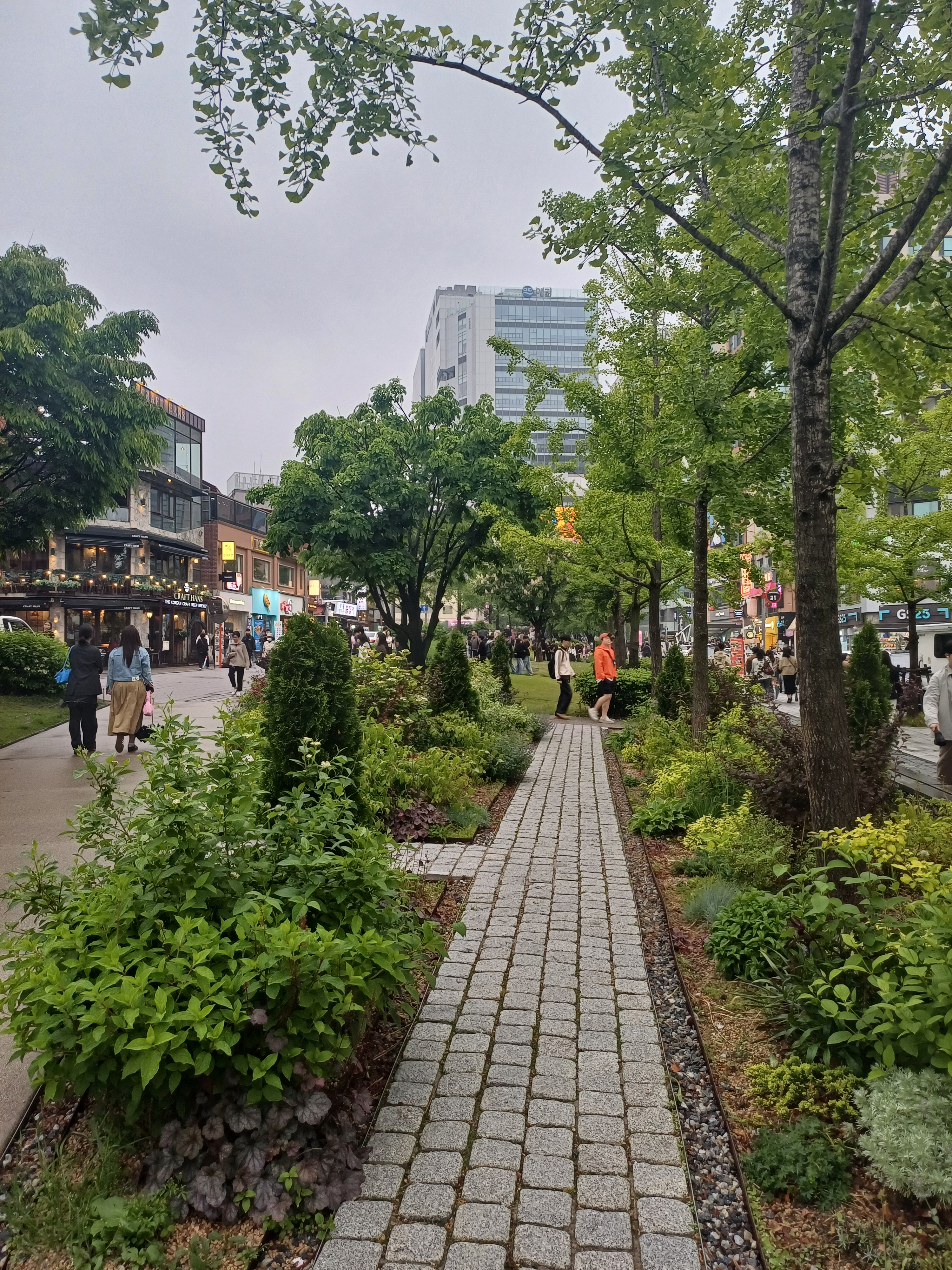
경의선숲길 4